# John Ricus Couperus (1816-1902)

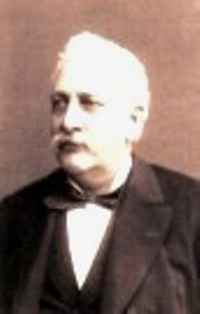
John Ricus Couperus

John Ricus Couperus (Batavia, 24 februari 1816 – Den Haag, 13 oktober 1902) was een Nederlandse advocaat, lid van de Raad van Justitie in Padang en lid van de Hoge Militaire Rechtbank van Nederlands-Indië. Hij is de vader van de Nederlandse romanschrijver Louis Couperus.

## Carrière
Couperus werd geboren in Batavia als zoon van Petrus Theodorus Couperus en Catharina Rica Cranssen. Toen hij drie jaar oud was werd hij met zijn broertjes Henry en Piet naar Nederland gestuurd om daar een opvoeding te ontvangen. John Ricus kwam terecht bij de Waalse predikant C.G. Merkus. Aanvankelijk woonden ze in Dordrecht, later in Amsterdam.
In 1822 vertrok de rest van het gezin Couperus met het schip Magelhaen naar Nederland. Zijn vader overleed in januari 1823 aan boord van het schip, bij Kaap de Goede Hoop. In 1824 hertrouwde zijn moeder in Amsterdam met kolonel Carel Jan Riesz. Het weer herenigde gezin Couperus vestigde zich uiteindelijk aan de Nobelstraat in Den Haag.
De drie broers werden in 1826 naar een kostschool te Noordwijk-Binnen gestuurd. John Ricus werd later naar een kostschool te Maarssen overgeplaatst toen zijn moeder, zusjes en stiefvader het kasteel Zuijlensteijn in Leersum betrokken. Hij sprak goed Frans, blonk uit in Latijn en toonde grote interesse in de muzieklessen. In 1829 kreeg stiefvader Riesz echter een functie in Batavia, waarop hij met zijn vrouw naar Batavia vertrok. John Ricus werd ondergebracht bij een dominee. Hij kreeg hier veel vrijheid en beleefde zijn tijd daar als prettig.
Couperus schreef zich in 1832 in aan het Amsterdamse Atheneum Illustre en in 1837 studeerde hij af in Leiden. Hij ging in de kost bij boekhouder Bernoulli, van wie hij Italiaans leerde, en bezocht vaak de opera. Tijdens zijn studiejaren schreef hij de poëziebundel Illusions d'un Étudiant.
In 1838 ging hij terug naar Nederlands-Indië, waar hij als ambtenaar aan de slag ging. In 1842 verzocht hij om te worden overgeplaatst naar de rechterlijke macht. In 1846 werd Couperus lid van de Raad van Justitie. Twee jaar later volgde een benoeming tot raadsheer in het Hooggerechtshof. In 1854 werd hij ook benoemd tot lid van de Hoge Militaire Rechtbank.
In 1859 verzocht hij om ontslag en ging een jaar later met het gezin naar Nederland. Daar aangekomen werd hij in 1860 benoemd tot ridder in de Orde van de Nederlandse Leeuw. Het gezin vestigde zich in Den Haag. 
In 1862 schreef hij een brochure: De geest van artikel 110 van het Nederlandsch-Indisch regerings-reglement, beschouwd als wettelijke grondslag voor de aanstaande Indische drukperswet. Hierin beschreef hij zijn ervaringen in Nederland-Indië en beschouwde een vrije pers in de kolonie als ongewenst, omdat het het Nederlandse gezag zou ondermijnen. Hij beschouwde het gezag van Nederland als het gevolg van het recht van de sterkste; opstanden dienden te worden onderdrukt en het was dan ook niet mogelijk om in Nederlands-Indië eenzelfde politieke vrijheid te handhaven als in Nederland.
In 1863 schreef hij een brochure waarin hij het cultuurstelsel verdedigde. Als landeigenaar met suiker- en koffieplantages had hij belangen in Nederlands-Indië en hij zag die in gevaar komen met de afschaffing van het cultuurstelsel.
In 1872 ging het gezin naar Nederlands-Indië terug. Hij wilde er de carrière van zijn twee oudste zoons begeleiden, maar ook zijn belangen als grondeigenaar beter behartigen. Zes jaar later keerde Couperus weer terug naar Nederland.
In 1881 werd in Den Haag de Surinamestraat aangelegd. Couperus liet op nummer 20 een huis bouwen.
Couperus schreef een autobiografie en gedichten. Tevens componeerde hij muziek.

## Huwelijk en kinderen
Op 31 maart 1847 trouwde hij in Batavia met jonkvrouw Catharina Geertruida Reijnst (1829-1893). Het echtpaar kreeg elf kinderen, van wie Louis Couperus de jongste was. Couperus overleed in 1902. Hij werd begraven op de Algemene Begraafplaats in Den Haag.
- Digitale Bibliotheek voor de Nederlandse Letteren: coup013
- Gemeinsame Normdatei: 142908622
- International Standard Name Identifier: 0000 0001 0759 6626
- Library of Congress Control Number: no2014127070
- Nederlandse Thesaurus van Auteursnamen: 072177020
- Virtual International Authority File: 160255330
- WorldCat: E39PBJrkYRjXv67TfhtRgTTmBP